# Technische Universität Kyūshū

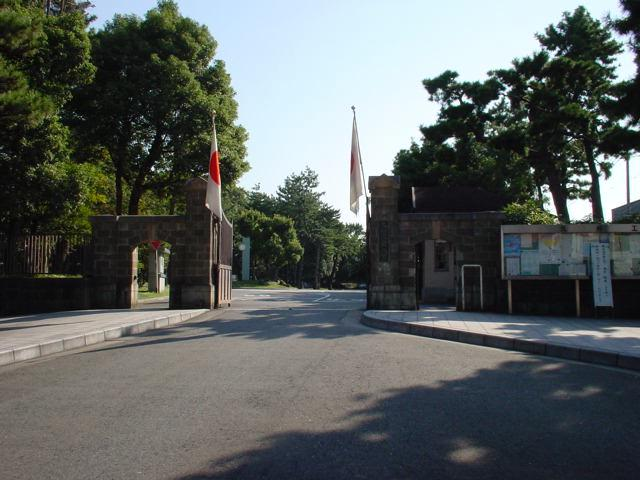
Haupttor zum Tobata-Campus

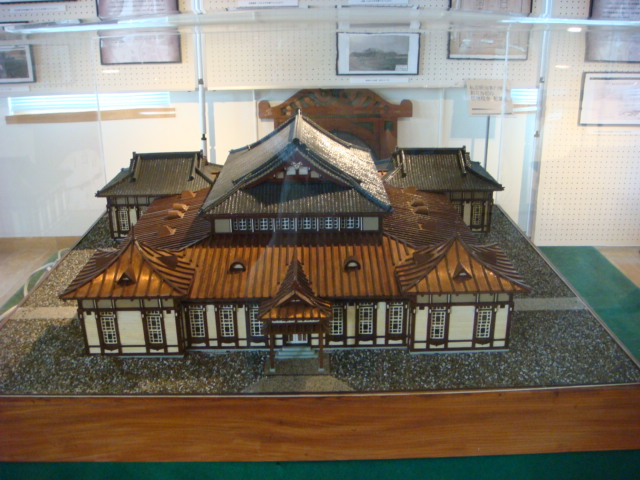
Modell vom ehemaligen Hauptgebäude der Kyutech (entfernt 1970); ein Werk von Kingo Tatsuno

Die Technische Universität Kyūshū (jap. 九州工業大学, Kyūshū kōgyō daigaku, engl. Kyushu Institute of Technology, kurz: Kyūkōdai (九工大), KIT oder Kyutech) ist eine staatliche Universität in Japan. Der Hauptcampus liegt in Tobata-ku, Kitakyūshū in der Präfektur Fukuoka, auf der Insel Kyūshū.

## Geschichte
1907 (Meiji-Jahr 40) wurde die Meiji-Fachschule (明治専門学校, Meiji semmon gakkō) gegründet, eine private technische Fachhochschule. Die Gründer waren der Kohleunternehmer Keiichirō Yasukawa (安川 敬一郎, 1849–1934) und sein Sohn Kenjirō Matsumoto (松本 健次郎, 1870–1963). Die Fachhochschule wurde 1909 mit drei Abteilungen eröffnet: Bergbaukunde, Metallurgie und Maschinenlehre. 1921 wurde sie eine staatliche Fachhochschule. Mit den Jahren fügte sie Abteilungen hinzu: Angewandte Chemie (1911), Elektrotechnik (1911), und Sprengstofftechnik (1943). 1944 wurde sie in Meiji-Technikum (明治工業専門学校, Meiji kōgyō semmon gakkō) umbenannt. 
1949 wurde das Meiji-Technikum zur Technischen Universität Kyūshū erhoben. 1965 gründete sie die Graduate School (Masterstudiengänge), 1988 dann die Doktorkurse. Die Universität wurde mit nur der technischen Fakultät eröffnet; 1986 fügte sie die zweite Fakultät (Informatik) im neuen Iizuka-Campus hinzu. 2000 eröffnete sie den dritten Campus in Wakamatsu, Kitakyūshū (jap. 大学院生命体工学研究科, engl. Graduate School of Life Science and Systems Engineering. 33° 53′ 20,2″ N, 130° 42′ 36,2″ O).

## Fakultäten
- Tobata-Campus (in Tobata-ku, Kitakyūshū, 33° 53′ 38,9″ N, 130° 50′ 21,4″ OKoordinaten: 33° 53′ 38,9″ N, 130° 50′ 21,4″ O)
  - Fakultät für Ingenieurwissenschaften
    - Maschinenlehre und Regelungstechnik
    - Bauingenieurwesen und Architektur
    - Elektrotechnik und Elektronik
    - Angewandte Chemie
    - Materialwissenschaft
    - Integrated System Engineering
- Iizuka-Campus (in Iizuka, Präfektur Fukuoka, 33° 39′ 12,7″ N, 130° 40′ 21,6″ O)
  - Fakultät für Informatik und Systems Engineering
    - Künstliche Intelligenz
    - Informatik und Elektronik
    - Systems Design und Informatik
    - Mechanische Informationswissenschaft und -technik
    - Biowissenschaften und -informatik

## Absolventen
(Auswahl)
- Tetsuya Theodore Fujita (1920–1998; Abschluss 1943), Sturmforscher